# Riserva naturale di Zelenci
La Riserva naturale di Zelenci è una riserva naturale situata nel comune di Kranjska Gora nel nord-ovest della Slovenia. Qui nasce il fiume Sava Dolinka, affluente del Danubio. Le acque sono famose per il loro verde intenso e brillante. L'area circostante prende il nome da questo colore: Zelenci infatti deriva dallo sloveno zelen che significa verde.

## Storia

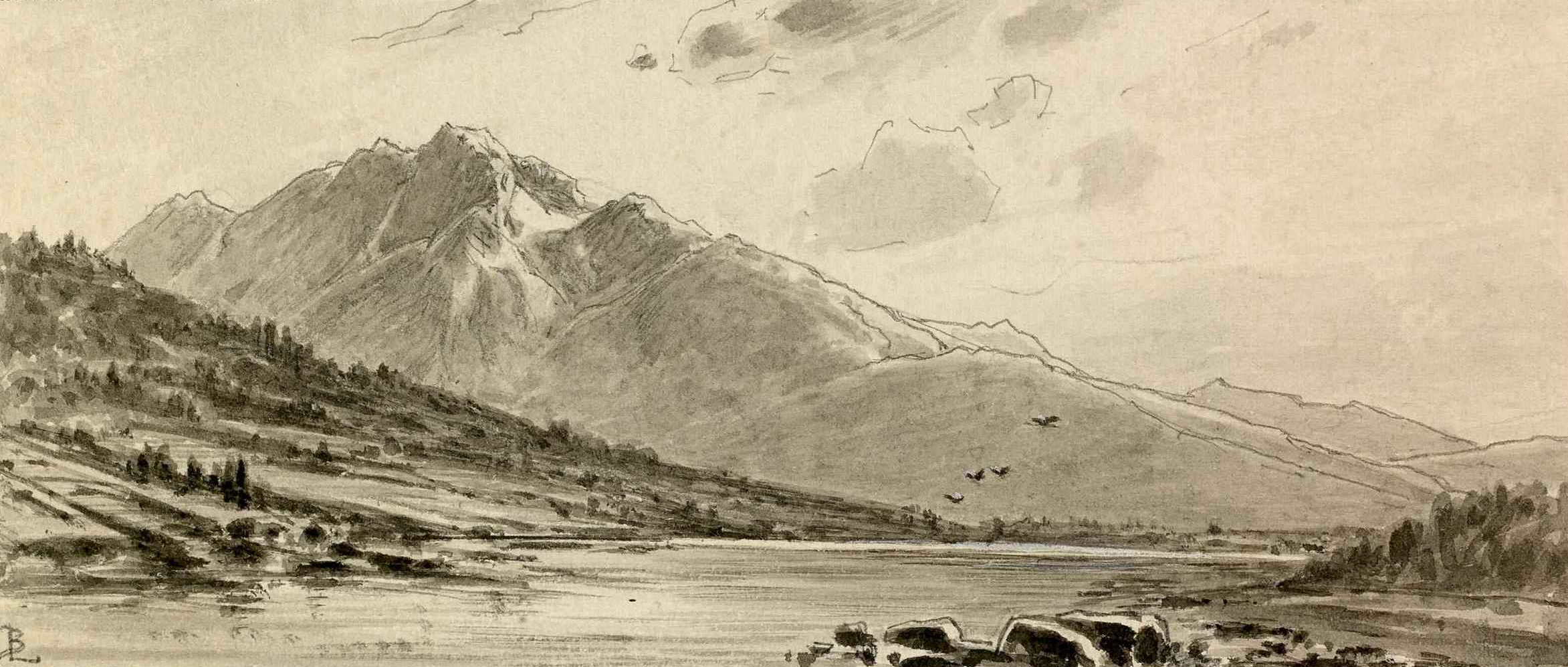
La riserva raffigurata da Ladislau Benesch

La riserva è stata dichiarata area naturale protetta nel 1992, sia per il suo interesse geologico che come habitat di numerose specie di animali e vegetali in via di estinzione. Essa ha un'area di 47 ettari. L'ambiente naturale, le molte sorgenti e il lago verde smeraldo hanno attirato l'attenzione del pittore Ladislau Benesch.
Humphry Davy, naturalista nel XIX secolo, scrisse:

## Flora

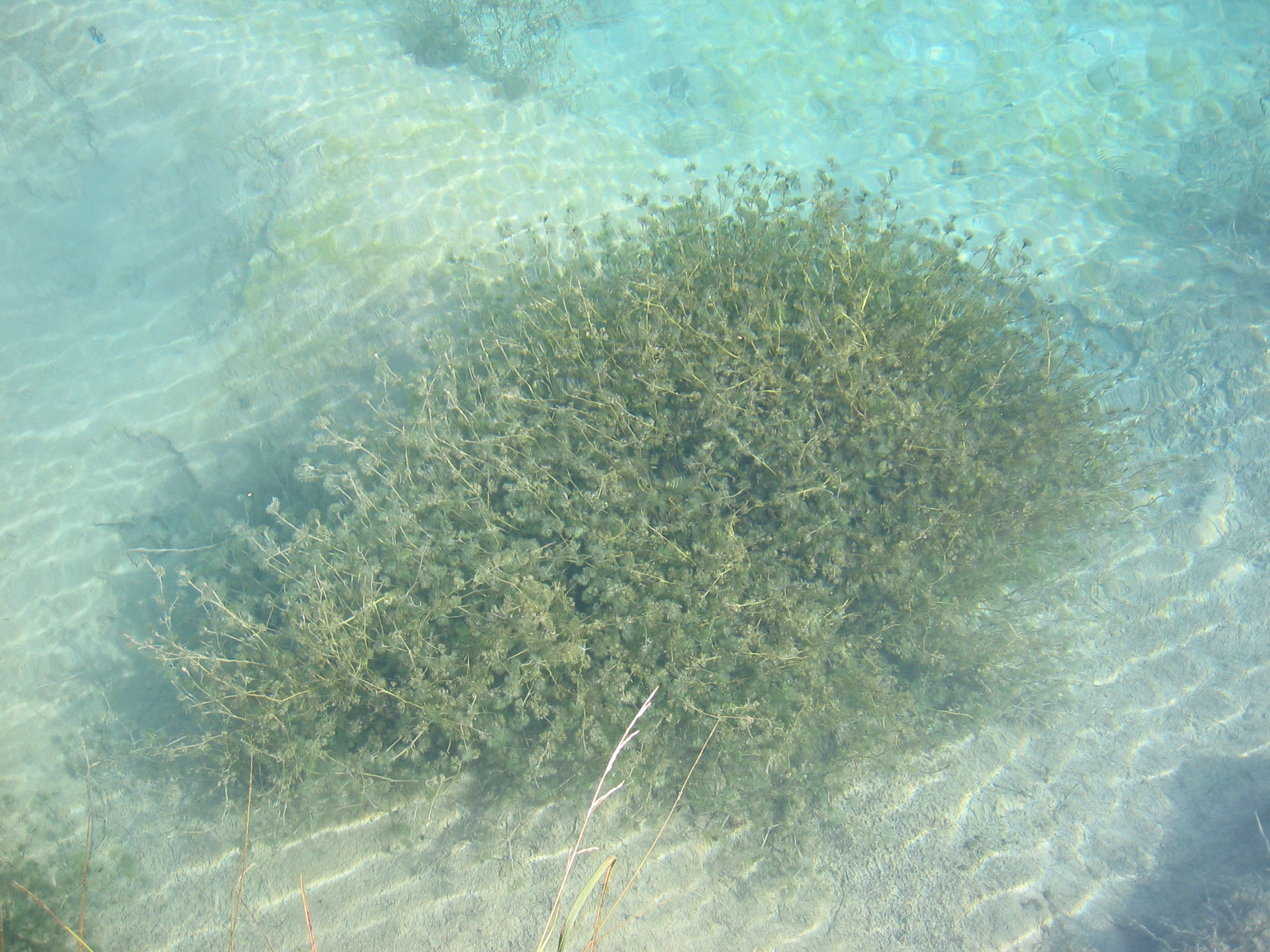
Ranunculus

I dintorni della riserva ospitano un varietà di piante da fiore:
- Trifoglio d'acqua (Menyanthes trifoliata)
- Pennacchi a foglie strette (Eriophorum angustifolium)
- Pedicolare chiomosa (Pedicularis palustris)
- Ranunculus (Batrachium sp)

## Fauna

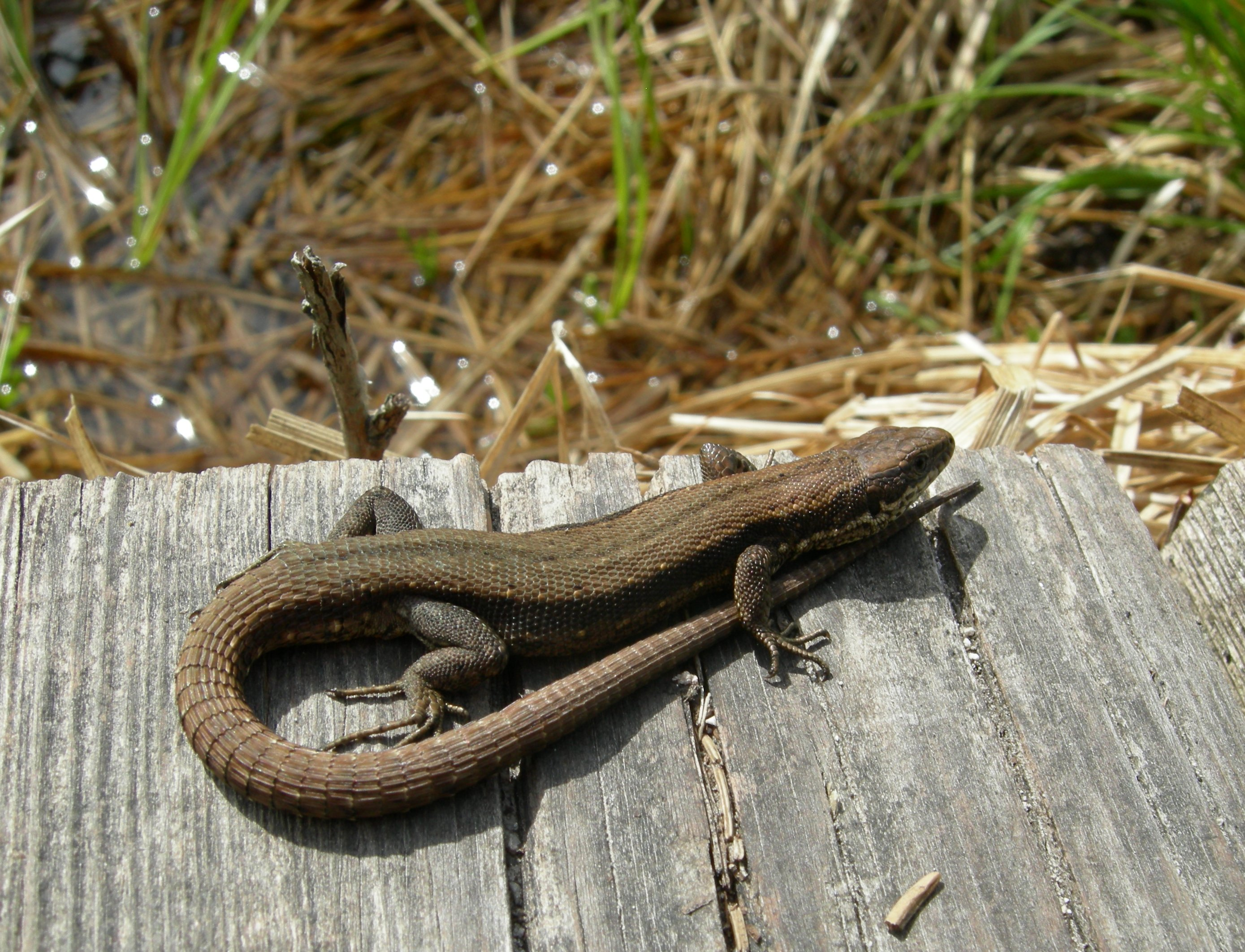
Una lucertola vivipara (Lacerta vivipara) lungo il sentiero

Oltre alla trota, troviamo anche degli esemplari di:
- Carpodaco scarlatto (Carpodacus erythrinus)
- Vespertilio mustacchino (Myotis mystacinus)
- Lucertola vivipara (Lacerta vivipara)
- Marasso (Vipera berus)
- Lucertola degli arbusti (Lacerta agilis)